# لينا دورادو
لينا دورادو (بالإنجليزية: Lina Dorado)‏ هي مصورة أمريكية، ولدت في 2 أبريل 1975 في بوغوتا في كولومبيا.

## وصلات خارجية
- لينا دورادو على موقع IMDb (الإنجليزية)